# Buchwertmultiplikator
Der Buchwertmultiplikator oder das Buchwert-Marktwert-Verhältnis ist eine betriebswirtschaftliche Kennzahl zur Unternehmensbewertung und wird durch das Verhältnis von Unternehmenswert zum Buchwert eines Unternehmens ausgedrückt. Der Unternehmenswert ergibt sich im Rahmen einer Unternehmensbewertung als Barwert der zukünftig von den Kapitalgebern erwarteten Cashflows. Der Buchwert entspricht dem Wert des Vermögens in der Bilanz. Beide Werte können brutto (Eigen- und Fremdkapital) oder netto (nur Eigenkapital) berechnet werden.
{\displaystyle {\text{Buchwertmultiplikator}}={\frac {\text{Unternehmenswert}}{\text{Buchwert}}}}
Mit dem Buchwertmultiplikator allein ist noch keine exakte Unternehmensbewertung möglich. Allerdings wird er häufig von Analysten oder Wirtschaftsprüfern eingesetzt, um für das zu bewertende Unternehmen den Unternehmenswert abzuschätzen. Dazu sind sogenannte peer-groups, d. h. vergleichbare Unternehmen (gleiche Branche, Mitarbeiterzahl, Umsatz, Vermögensstruktur etc.), nötig.